# Pellenes luculentus
Pellenes luculentus là một loài nhện trong họ Salticidae.
Loài này thuộc chi Pellenes. Pellenes luculentus được Wanda Wesołowska & Antonius van Harten miêu tả năm 2007.